# Neohaustator andenensis
Neohaustator andenensis is een slakkensoort uit de familie van de Turritellidae. De wetenschappelijke naam van de soort is voor het eerst geldig gepubliceerd in 1934 door Otuka.